# Brunfelsia uniflora
Espèce
Classification APG III (2009)
Brunfelsia uniflora, plus communément appelé Franciscea, est une espèce de plantes de la famille des Solanaceae. Cette plante à tendance arbustive est originaire d'Amérique du Sud.
On s'en sert comme plante ornementale.

## Écologie
Cette plante est la plus répandue du genre Brunfelsia et se trouve dans tout l'Est du Brésil. Elle pousse dans les forêts tropicales humides des montagnes de l'État de Rio de Janeiro.   
On peut la trouver uniquement dans des jardins. Les types de sol peuvent être de l'argile rouge, du sable ou de l'humus humide.  
À La Réunion, c'est une plante qui pousse plutôt dans les Hauts.  

## Description
Il existe une cinquantaine d'espèces originaires d'Amérique tropicale et des Caraïbes. 
Le Franciscea est un arbrisseau de 0,5 à 3 m de haut à fleurs violettes. La couleur des pétales pâlit pour ensuite devenir mauve puis blanche, d'où son nom mauricien et tahitien,  Yesterday, today, tomorrow (Hier, aujourd’hui et demain),. Elle est aussi appelée la Veuve joyeuse. 
Les branches sont de forme tordue et avec le temps elles deviennent glabres. L'écorce est gris-brun et brillante. Les feuilles des tiges peuvent varier en taille et en forme ; vers l'extrémité elles sont effilées ou pointues et à la base sont rétrécies ou en forme de coin. Elles peuvent donner naissance à des fruits de surface lisse, brillante et vert foncé qui contiennent chacun 10 à 20 graines de 3 à 5 mm de long et de 2 à 3 mm de diamètre. La surface de la graine est granuleuse, de couleur rouge-brun foncé à presque noire.  
La floraison s'étend de juillet à décembre. 

## Utilisation
Outre l'aspect ornemental, cette plante bien que toxique, est un bon antirhumastimal.